# Uramya longa
Uramya longa är en tvåvingeart som först beskrevs av Walker 1853.  Uramya longa ingår i släktet Uramya och familjen parasitflugor. Inga underarter finns listade i Catalogue of Life.